# Beretta Laramie
Il Beretta Laramie è una rivoltella a singola azione costruito da Beretta Italia e replica dello Schofield Modello 3.
È il "cugino" del Beretta Stampede ed incamera sia il .45 Long Colt che il .38 Special. È caratterizzato da un sistema di apertura basculante della canna e di chiusura superiore (top break). A differenza del suo progenitore dell'800, il Laramie si presenta con una sicura automatica sul cane.
È disponibile con le finiture blu, nickel o con castello tartarugato nelle rispettive tre versioni: base, nickel, De Luxe.